# Долманс, Леон
Леон Долманс (фр. Léon Dolmans; род. 6 апреля 1945, Маасмехелен, Бельгия) — бельгийский футболист, защитник.

## Клубная карьера
Во взрослом футболе дебютировал в 1965 году выступлениями за команду «Маасмехелен», в которой провёл два сезона, после чего в течение 1967—1970 годов выступал за клуб «Генк».
В 1970 году присоединился в состав клуба «Стандард», в котором отыграл ю пять сезонов своей игровой карьеры и был основным игроком в защите клуба. В 1971 году стал чемпионом Бельгии.
В 1975 году перешёл в команду «Беринген», где в 1977 году завершил свою карьеру футболиста.

## Карьера в сборной
В 1971 году дебютировал в официальных матчах в составе национальной сборной Бельгии.
В составе сборной был участником чемпионата Европы 1972 года, где Бельгия завоевала бронзовые награды.
Всего провёл в составе сборной 10 матчей, забив 2 гола.